# 民粹派共产党
民粹派共产党（俄语：Партия народников-коммунистов）是俄罗斯左翼社会革命党内亲布尔什维克团体建立的短命政党。

## 历史
1918年8月18日，以格·达·扎克斯为首的反对刺杀米尔巴赫以及起义的民粹派共产主义者退出了左翼社会革命党，8月21日发表了纲领性宣言，并在9月召开代表会议，正式成为独立的民粹派共产党。该党约有3000名党员，在全俄中央执行委员会获得了7个席位。民粹派共产党人支持布尔什维克与苏维埃政府的政策和措施。11月6日召开的民粹派共产党第二次代表大会决定解散该党，党员加入布尔什维克。11月12日，该党机关报《劳动公社旗帜》刊载了这一决定。